# لیفورد آن فوس
لیفورد آن فوس (به انگلیسی: Lydford-on-Fosse) یک روستا و محله مدنی در بریتانیا است که در مندیپ واقع شده‌است. لیفورد آن فوس ۵۱۱ نفر جمعیت دارد.